# Bianca Castanho
Bianca Castanho Pereira (Santa Maria, 25 de janeiro de 1979) é uma empresária e ex-atriz brasileira. Na televisão, ficou conhecida por interpretar Valéria na oitava temporada de Malhação, Clara em Canavial de Paixões, Cristina em Cristal, Esmeralda na telenovela de mesmo nome e Antônia em Amor e Intrigas. Desde 2016 vive em Miami, nos Estados Unidos, onde tem uma produtora de dublagem.

## Biografia
Filha de um médico, Paulo Sérgio Pereira, e de uma artista plástica, Lígia Castanho Pereira, tem dois irmãos Diego Castanho e Paula Castanho Pereira.

## Carreira
Começou a trabalhar como modelo infantil a partir dos 6 anos de idade. Quando criança, Bianca chegou a ganhar alguns cachês fazendo cover de cantoras famosas em shows de interior. Xuxa e Madonna foram alguns nomes interpretados por ela nas apresentações, "Tinha paquitas e tudo", lembra Bianca. Bianca Castanho interrompeu, em 1998, o curso de Fonoaudiologia na Universidade Federal de Santa Maria que fazia em sua cidade ao ser chamada para participar da Oficina de Atores da TV Globo, no Rio de Janeiro. Queria se dedicar à carreira de atriz. Folheando um jornal, a mãe viu o anúncio de um workshop para atores ministrado por Tony Carvalho, responsável pelo casting da Oficina de Atores da Globo. Lígia não titubeou e inscreveu a filha. A partir daí, decidiu tentar uma vaga na emissora e chegou a fazer testes para a novela Andando nas Nuvens.
Antes da estréia em novelas, ela foi apresentadora e repórter da série Ensaio Geral, na TVE Rio de Janeiro, atuou no teatro em O Burguês Fidalgo e fez rápida aparição no vídeo no episódio "Plano B", do Você Decide, da TV Globo, em que interpretava uma garota da zona Sul do Rio que se apaixona por um traficante de drogas.
Em 1999, interpretou a italiana Florinda na novela Terra Nostra, de Benedito Ruy Barbosa. Durante as gravações chamou a atenção de seu colega de elenco, o veterano Raul Cortez, que a convidou para fazer um teste para o papel de Cordélia em Rei Lear, de Shakespeare. Aprovada, Bianca se saiu tão bem como a filha afetuosa do monarca, deserdada justamente por seu excesso de retidão, que ganhou o Prêmio Qualidade Brasil 2000 na categoria revelação.
Depois de seu início na televisão, a atriz decidiu cursar Artes Cênicas na UniverCidade, no Rio de Janeiro, e não parou mais de atuar.
Fez as novelas Uga Uga e O Beijo do Vampiro. Entre essas duas novelas, atuou em uma temporada do seriado Malhação, interpretando a vilã Valéria.
Após três anos na Globo, ficou no SBT de 2003 a 2006, onde viveu três protagonistas seguidas, nas novelas Canavial de Paixões (2003), Esmeralda (2004) e Cristal (2006).
Em outubro de 2006, assim que acabou Cristal, a Rede Record propôs a Bianca um contrato longo, de quatro anos, e um convite para Caminhos do Coração, que estrearia em 2007. Papel aceito, a atriz já estava com as cenas da personagem, quando foi avisada que Edson Spinello, diretor de Amor e Intrigas com quem ela havia trabalhado em Malhação, a queria na novela. Assim, estreou na Record mais cedo, em Amor e Intrigas. Em 2009, Bianca Castanho atuou em mais uma novela da Record, Promessas de Amor. Em 2013, fez Beatriz no remake de Dona Xepa.
No cinema fez apenas uma pequena participação no filme A Partilha, dirigido por Daniel Filho.
Em outubro de 2015, volta ao SBT para apresentar o docu-reality Pequenos Campeões. Em 2016 deixou o Brasil e passou a residir em Miami, nos Estados Unidos, onde abriu uma produtora de dublagem.

## Vida pessoal
Em 13 de março de 2009, Bianca casou-se com o empresário Henry Canfield, em Gramado, no Rio Grande do Sul. Desse casamento nasceu Cecília, primeira filha do casal, em 18 de julho de 2012. Bianca torce pelo Grêmio Foot-Ball Porto Alegrense.

## Filmografia

### Televisão
| Ano     | Título              | Personagem                     | Nota(s)                                      | Emissora    |
| ------- | ------------------- | ------------------------------ | -------------------------------------------- | ----------- |
| 1998    | Você Decide         | Ana Sampaio                    | Episódio: "Plano B"                          | Rede Globo  |
| 1998–99 | Ensino Geral        | Apresentadora                  |                                              | TVE Brasil  |
| 1999    | Terra Nostra        | Florinda                       |                                              | Rede Globo  |
| 2000    | Uga Uga             | Ametista                       |                                              | Rede Globo  |
| 2001    | A Turma do Didi     | Juli                           | Episódio: "Amigos, Amigos, Mancadas à Parte" | Rede Globo  |
| 2001–02 | Malhação            | Valéria Oliveira               | Temporada 8                                  | Rede Globo  |
| 2002    | O Beijo do Vampiro  | Clarissa Soares Padilha (Ciça) |                                              | Rede Globo  |
| 2003    | Canavial de Paixões | Clara Feberman Santos          |                                              | SBT         |
| 2004    | Esmeralda           | Esmeralda Martins              |                                              | SBT         |
| 2006    | Cristal             | Cristina da Silva / Cristal    |                                              | SBT         |
| 2007    | Amor e Intrigas     | Antônia Berilo Fraga           |                                              | Rede Record |
| 2009    | Promessas de Amor   | Armanda Ponte Cordeiro         |                                              | Rede Record |
| 2012    | Rei Davi            | Selima                         |                                              | Rede Record |
| 2013    | Dona Xepa           | Beatriz Sampaio                | Episódios: "9–24 de setembro"                | Rede Record |
| 2014    | Milagres de Jesus   | Zima                           | Episódio: "O Surdo de Decápolis"             | Rede Record |
| 2015    | Pequenos Campeões   | Apresentadora                  |                                              | SBT         |

### Dublagem
| Ano     | Título                | Personagem                          |
| ------- | --------------------- | ----------------------------------- |
| 2018–19 | Minha Vida            | Efsun                               |
| 2018-20 | Dr. Who               | Bill Potts, Jo Martin, Laura Fraser |
| 2018-23 | Fear the Walking Dead | June                                |
| 2019    | Grand Hotel           | Marisa                              |
| 2020    | Verdades Não Ditas    | Turkan                              |

### Cinema
| Ano  | Título     | Papel  |
| ---- | ---------- | ------ |
| 2002 | A Partilha | Ângela |

## Teatro
| Ano  | Título                                            | Papel    |
| ---- | ------------------------------------------------- | -------- |
| 1999 | O Burguês Fidalgo                                 | Fernanda |
| 2001 | Rei Lear                                          | Cordélia |
| 2002 | A.M.I.G.A.S.                                      | Aline    |
| 2015 | Foi Você Quem Pediu Para Eu Contar Minha História | Menina   |